# Guy-Michel Landel
Guy Lucien Michel Landel (sinh 7 tháng 7 năm 1990) là một cầu thủ bóng đá Guinée thi đấu cho Alanyaspor.

## Thống kê sự nghiệp

### Bàn thắng quốc tế
Tỉ số và kết quả liệt kê bàn thắng của Guinée trước.
| 1.                                        | 25 tháng 5 năm 2014 | Stade Olympique Yves-du-Manoir, Colombes, Pháp | Mali     | 1–1 | 2–1 | Giao hữu                                 |
| 2.                                        | 4 tháng 9 năm 2016  | Stade du 28 Septembre, Conakry, Guinée         | Zimbabwe | 1–0 | 1–0 | 2017 Africa Cup of Nations qualification |
| Số liệu chính xác đến 21 tháng 1 năm 2017 |                     |                                                |          |     |     |                                          |